# Батоврин, Виктор Константинович
Виктор Константинович Батоврин (род. 30 декабря 1950) — российский учёный в области системной инженерии и открытых информационных систем, педагог, переводчик, Почётный работник высшего профессионального образования Российской Федерации.

## Биография
- В 1975 г. закончил Московский физико-технический институт по специальности «Автоматика и электроника»[1]. С этого же времени ведёт преподавательскую и научно-исследовательскую работу.
- В 1975 г. начал работу в МИРЭА в должности инженера.
- В 1990 г. присвоено ученое звание доцента.
- В 1982 г. защитил диссертацию на соискание ученой степени кандидата технических наук.
- С 1997 г. — заведующий кафедрой информационных системы МИРЭА.
- С 1991 г. — проректор по экономическим вопросам и начальник НИЧ МИРЭА.
- С 1989 г. — заместитель проректора по НР МИРЭА.
- В 1997 г. получил звание «Почётный работник высшего профессионального образования Российской Федерации».
- С 1997 г. — действительный член английского института электроинженеров (The Institution of Electrical Engineers, Fellow member)[2].

Является профессором МФТИ.
Член редакционного совета журнала «Открытое образование».
Член Технического комитета по стандартизации № 461 «Информационно-коммуникационные технологии в образовании» Федерального агентства по техническому регулированию и метрологии.
Член Международного совета по системной инженерии (INCOSE).
Главный консультант фонда поддержки системного проектирования, стандартизации и управления проектами (ФОСТАС).
Сертифицированный специалист по LabVIEW, руководитель и участник авторского коллектива, разработавшего и внедрившего более чем в 30 образовательных учреждениях России и СНГ LabVIEW лабораторный практикум по аналоговой и цифровой электронике.
Руководитель сертифицированного учебного центра «Измерения, контроль, диагностика» компании National Instruments и МИРЭА.
Один из немногих признанных в России специалистов в области системной и программной инженерии и IT-стандартизации. Участвовал, в том числе в качестве руководителя, в более чем 20 проектах по созданию и совершенствованию методологии разработки сложных информационных систем, включая системы федерального и регионального уровня. Участвовал в проектах по разработке некоторых национальных стандартов и рекомендаций по стандартизации в области информационных технологий. Автор первой в стране книги по системной и программной инженерии, рекомендованной УМО вузов по университетскому политехническому образованию к изданию в качестве учебного пособия для студентов.
Награды и поощрения:
- Медаль «850 лет Москвы»
- Золотая и серебряная медали «Лауреат ВВЦ»
- Дипломы международных и национальных выставок
- 3 медали Федерации космонавтики России.

## Публикации и переводы
Автор и соавтор более 200 научных и учебно-методических публикаций, национальных стандартов, патентов и авторских свидетельств, среди которых более 10 монографий и учебников, а также ряда переводов крупных монографий и учебников.
Среди значимых публикаций
- Национальный стандарт РФ ГОСТ Р ИСО/МЭК 15288-2005 «Информационная технология. Системная инженерия. Процессы жизненного цикла систем». — М.: Стандартинформ, 2006.
- Батоврин В. К. Использование принципов открытых систем в системной инженерии // Информационные технологии и вычислительные системы. — 2006. — № 3.
- Батоврин В. К. Системная инженерия, как базовая дисциплина при подготовке кадров для области ИТ и её приложений (недоступная ссылка) // Современные информационные технологии и ИТ-образование: III Межд. науч.-практ. конф.: Сб. докладов — М.: МАКС Пресс, 2008. — С. 41-49.
- Батоврин В. К. Современное состояние международных стандартов системной и программной инженерии // Бизнес-информатика. — 2009. — № 3.
- Батоврин В. К. Образование в системной инженерии — проблемы подготовки специалистов для создания конкурентоспособных систем // Интернет-журнал «Открытое образование». — 2010. — № 2.
- Батоврин В. К. Современная системная инженерия и ее роль в управлении проектами (часть 1) // Управление проектами и программами. — 2015. — № 3. — С. 166—178.
- Батоврин В. К. Современная системная инженерия и ее роль в управлении проектами (часть 2) // Управление проектами и программами. — 2015. — № 4. — С. 250—263.

Книги
- Батоврин В. К., Васютович В. В., Гуляев Ю. В. и др. Технология открытых систем. — М.: Янус-К, 2004. — 288 с. ISBN 5-8037-0203-X
- Батоврин В. К., Бессонов А. С., Мошкин В. В. LabVIEW: практикум по электронике и микропроцессорной технике. — М.: ДМК Пресс, 2005. — 182 с. ISBN ISBN 5-94074-204-1
- Батоврин В. К., Бессонов А. С., Мошкин В. В. LabVIEW. Практикум по основам измерительных технологий. — М.: ДМК Пресс, 2010. — 232 с. ISBN 978-5-94074-498-6
- Батоврин В. К. Системная и программная инженерия. Словарь-справочник. — М.: ДМК Пресс, 2010. — 280 с. ISBN 978-5-94074-592-1
- Батоврин В. К. Толковый словарь по системной и программной инженерии. — М.: ДМК Пресс, 2012. — 280 с. ISBN 978-5-94074-818-2
- Батоврин В. К., Бахтурин Д. А. Управление жизненным циклом технических систем: серия докладов (зеленых книг) в рамках проекта «Промышленный и технологический форсайт Российской Федерации» ; Фонд «Центр стратегических разработок „Северо-Запад“» — СПб., 2012. — Вып. 1. — 59 с. pdf-версия.
- Батоврин В. К. Стандарты системной инженерии: серия докладов (зеленых книг) в рамках проекта «Промышленный и технологический форсайт Российской Федерации» / под ред. М. С. Липецкой, К. А. Ивановой; Фонд «Центр стратегических разработок „Северо-Запад“». — СПб., 2012. — Вып. 4. — 64 с.

Переводы
- Гарольд «Бад» Лоусон. Путешествие по системному ландшафту / Пер. с англ. В. Батоврин. — М.: ДМК Пресс. — 2013. ISBN 978-5-94074-923-3
- Косяков А., Свит У., Сеймур С., Бимер С. Системная инженерия. Принципы и практика / Пер. с англ. В. Батоврин. — М.: ДМК Пресс. — 2014. — 636 с. ISBN 978-5-97060-068-9, также написал предисловие
- Халл Э., Джексон К., Дик Дж. Инженерия требований / Пер. с англ. под ред. В. К. Батоврина. — М.: ДМК Пресс. — 2017. — 224 с. ISBN 978-5-97060-214-0 — (Библиотека по системной инженерии Российского института системной инженерии)